# Пилот (Американская история ужасов)
«Пилот» (англ. Pilot) — первый эпизод американского телесериала «Американская история ужасов», премьера которого состоялась 5 октября 2011 года на американском телеканале FX. Сценарий написан Райаном Мёрфи в содружестве с Брэдом Фэлчаком, а режиссёром стал сам Райан Мёрфи.
В этом эпизоде семья Хармонов — Бен (Дилан Макдермотт), Вивьен (Конни Бриттон) и Вайлет (Таисса Фармига), переезжают из Бостона в Лос-Анджелес после того, как у Вивьен родился мёртвый ребенок, а Бен, после срыва из-за этой потери, изменил Вивьен с одной из своих студенток. Семья переезжает в отреставрированный дом, не зная того, что дом не даст им покоя. В то время, как Вивьен пытается справиться с навязчивой соседкой Констанс (Джессика Лэнг), Вайлет начинает общаться с подростком Тейтом (Эван Питерс), который лечится у её отца-психиатра.
В Соединённых Штатах Америки эпизод просмотрело 3,18 миллионов зрительской аудитории. Этот эпизод просмотрело зрителей в возрасте 18—49 лет, и получил рейтинг 2,0 по данным Рейтинга Нильсена. Этот эпизод стал самым первым и просматриваемым на канале FX. Отзывы критиков о пилотном эпизоде тоже были положительными, а сайт Metacritic поставил эпизоду оценку 62/100. Пилотный эпизод был номинирован на премию «Эмми» за выдающееся художественное направление в мини-сериалах или фильмах за 2012 год. Этот эпизод был оценен TV-MA (LSV).

## Сюжет эпизода

### 1978 год
Двое мальчиков-близнецов, Трой и Брайан, собираются разгромить дом бейсбольными битами. Снаружи они встречают Аделаиду, которая предупреждает их, что в дом заходить не стоит, иначе они умрут. Мальчики не обращают на её слова никакого внимания, унижая её, и входят в дом. В подвале они находят банки с разными существами, включая останки животных и человеческие эмбрионы, а также хирургические инструменты. Жалуясь на запах, Брайан собирается подняться наверх и понимает, что его брат Трой молчит. Он вновь спускается вниз, где находит брата с перерезанным горлом. На них напало существо, живущее в этом доме с самых первых хозяев.

### 2011 год
Вивьен Хармон (Конни Бриттон) проходит обследование у гинеколога и жалуется ему на свою личную жизнь. Они разговаривают про выкидыш Вивьен, который произошел ранее, и про то, как она себя чувствует. Врач советует Вивьен принимать гормональные препараты, но она отказывается. Вивьен возвращается домой, где ее пугает какой-то шум. Она берет нож, думая, что в ее дом пробрались злоумышленники, вызывает полицию и поднимается наверх. В спальне она обнаруживает своего мужа Бена в постели с его студенткой (Кейт Мара), которая всего на несколько лет старше их дочери Вайлет (Таисса Фармига).
Вивьен, Бен (Дилан Макдермотт), их дочь Вайлет и их собака Халли едут в Лос-Анджелес, где собираются купить новую недвижимость и начать новую жизнь после произошедшего. Риелтор (Кристин Эстабрук) показывает им тот же дом, где убили мальчиков в 1978 году. Хармонам рассказывают про богатую историю дома и про то, что его продают по значительно заниженной цене. Вивьен и Бену это место очень нравится. Попав в дом, пес начинает на что-то лаять, Вайлет идет за ним в подвал и, вернувшись, заявляет риелтору, что они берут этот дом.
Семья распаковывает вещи и обустраивается. Очевидно, что личные проблемы Вивьен и Бена до сих пор имеют место, а к Вайлет плохо относятся девочки из ее новой школы во главе с их лидером, девушкой по имени Лия (Шелби Янг). Вивьен пугает вторжение незваных гостей — соседки Аделаиды (Джейми Брюэр) и ее матери Констанс (Джессика Лэнг). А чуть позже она с Беном находят на чердаке латексный костюм. Бен после переезда начинает ходить во сне, говорить, что ему холодно, и зажигать камин. По специальности Бен — психотерапевт, и он начинает проводить свои лечебные сеансы прямо в доме. Его первый пациент, Тейт (Эван Питерс), рассказывает о своих фантазиях, в которых он убивает одноклассников. Позже Тейт знакомится с Вайлет, они начинают дружить.
Однажды, развешивая во дворе белье, Вивьен знакомится с пожилой женщиной, Мойрой (Фрэнсис Конрой). Мойра рассказывает, что раньше работала горничной в этом доме, при прежних хозяевах. Она объясняет, что в содержании старого дома много тонкостей, и предлагает новым хозяевам свои услуги. Хармоны соглашаются, при этом Бен воспринимает ее как обольстительную молодую девушку. Вайлет и Тейт все больше сближаются, Бен застает Мойру за недвусмысленным занятием в гостиной, а чуть позже видит во дворе мужчину с обожженным лицом по имени Ларри (Денис О’Хэр), который пытается предупредить Бена, что его семья в опасности. Аделаида продолжает вторгаться в дом Хармонов, и это очень не нравится Вивьен. Мойра вновь пытается совратить Бена, при этом, судя по всему, только он видит ее молодой, а все остальные видят ее истинное лицо.
Вайлет жалуется Тейту, что ее обижают в школе. Тейт предлагает проучить обидчицу и просит заманить ее в дом. Вайлет делает вид, что хочет продать Лие наркотики. Та приезжает, Вайлет заманивает ее в подвал и выключает свет. Тейт уже поджидает внизу. Он начинает пугать девушку, но в подвале находится существо (Бен Вулф), живущее в этом доме уже второй век. Он царапает лицо Лии. Вайлет и сама пугается и включает свет. Лия убегает.
Бен пытается наладить отношения с Вивьен: сначала - неудачно, а потом, в конце концов, они впервые за долгое время занимаются любовью. Чуть позже Вивьен остается в спальне одна, когда к ней заходит человек в латексном костюме (Эван Питерс), найденном ранее. Вивьен считает, что это Бен и что он вновь хочет заняться с ней сексом, и соглашается. Но это не Бен, он вновь ходит во сне и чуть было не сжигает себя заживо, но его спасает Констанс. Бен возвращается к Вивьен, мужчина в латексе уже исчез, и они засыпают, не подозревая, что с ними было.
Во время утренней пробежки Бен вновь встречает Ларри. Тот рассказывает о том, как, услышав голоса в своей голове, заживо сжег всю свою семью. Ларри уверен, что Бен слышит такие же голоса, тот просит его держаться подальше. Мойра видит, что Констанс пытается украсть украшения Вивьен, и останавливает ее. Та угрожает Мойре и говорит, что если Мойра не будет вести себя тихо, то Констанс вновь ее убьет (впервые - из-за измены мужа). Вивьен рассказывает Бену, что она снова беременна.

## Производство эпизода

### История создания

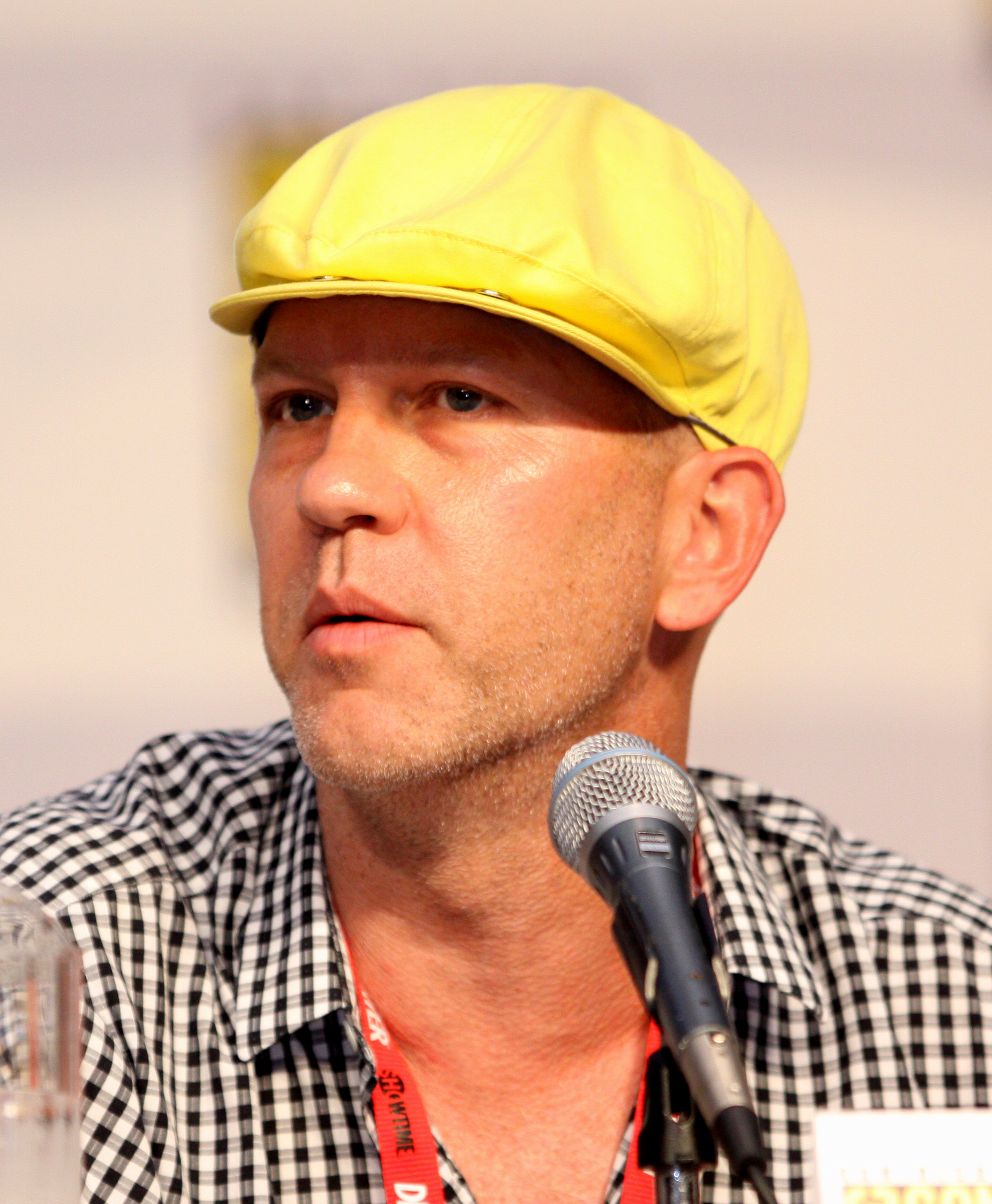
Райан Мёрфи - режиссёр эпизода и его соавтор.

Сценарий к эпизоду был написан Райаном Мёрфи и Брэдом Фэлчаком. До этого Райан и Брэд занимался производством сериала «Хор». Мёрфи планировал сделать противоположное тому, что он сделал ранее, и, таким образом, начал свою работу над эпизодом. Фэлчак был заинтригован идеей смотреть под другим углом зрения на жанр ужасов, отметив, что их главная цель в создании серии — напугать зрителей. Он сказал: «Мы хотим, что бы люди были немного в трансе после просмотра». Тёмный тон эпизоды был создан под влиянием мыльной оперы 1970-х годов «Мрачные тени» канала ABC, которую бабушка Мёрфи заставила смотреть в возрасте подростка. Кроме того, эпизод черпает вдохновение из классических фильмов ужасов, таких как «Ребёнок Розмари» режиссёра Романа Полански и фильм «Сияние» Стэнли Кубрика.
В феврале 2011 года руководство телеканала FX заявило, что телеканал заказал пилотную серию сериала для возможного продолжения его трансляции на телевидении. Данте Ди Лоренто был объявлен в качестве исполнительного продюсера. Производство пилотного эпизода началось в апреле 2011 года. 18 июля 2011 года телеканал FX официально объявил проект «Американская история ужасов» и его трансляцию в скором времени. 3 августа 2011 года было объявлено, что Тим Минеар, Дженнифер Солт, Джеймс Вонг и Джессика Шарзер присоединились в качестве авторов эпизода телесериала.

### Кастинг и съемки
Кастинг на роли в сериале Американская история ужасов начался в марте 2011 года, и первой утверждённой актрисой стала Конни Бриттон, выбранная на роль Вивьен Хармон. Бриттон заявила, что она взяла на себя риск в исполнении роли Вивьен. Когда Райан Мёрфи представил ей её роль, он прокомментировал: «Это та роль, которую ты еще никогда не играла». Она была заинтригована тем, что он представил её именно ей, и в конце концов решила принять участие. Денис О’Хэр присоединился к актерскому составу сериала в конце марта в роли Ларри Харви. Джессика Лэнг присоединился к актерскому составу в апреле, получив роль соседки Констанс, и именно в этом сериале она играла на протяжении 4 сезонов, после чего ушла, уступив роль певице Леди Гаге.
Дилан Макдермотт был выбран на роль отца семейства Хармонов, Бена Хармона в конце апреля 2011 года. Характер его героя первоначально был описан так: «Красивый мужчина, чувствительный терапевт, любит свою семью, но он предал свою жену». Макдермотт заявил, что он хотел сделать свою роль более открытой, чем предыдущую роль Бобби Доннелла в сериале телеканала ABC. Он прокомментировал: «Я хотел своей ролью изменить сериал».
В мае 2011 года Таисса Фармига получила роль девочки Вайлет, а актер Эван Питерс получил роль Тейта. Фармига сказал, что она влюбилась в роль и что она должна была быть очень жесткой по отношению к ней. Райан Мёрфи прокомментировал роль Питерса: «Эван Питерс проделал очень сложную работу, его персонаж настоящий монстр, но он смог изобразить своего персонажа, и он сделал его более симпатичным».
Пилотный эпизод был снят в июле 2011 года в доме Лос-Анджелеса. Дом был построен в 1908 году главой Американского института архитекторов Альфредом Розенхаймом для самого себя, а также позже он был использован в качестве монастыря. Полный сезон и сам эпизод были сняты на съемочной площадке, где была возведена точная копия дома. Такие детали, как витражи, были воссозданы в доме заново.

## Продвижение эпизода
В рамках промоакции сериала от телеканала FX зрители могли в домашних условиях зарегистрироваться и встретиться лицом к лицу с любым персонажем из серии. До начала трансляции сериала FX выпускала несколько подсказок, чтобы зрители смогли разгадать сюжет серии.

## Отзывы критиков
Пилотный эпизод был встречен в целом с благоприятными отзывами от критиков с начальным счетом 62 из 100 от «Metacritic».
В Соединённых Штатах Америки эпизод просмотрело 3,18 миллионов зрительской аудитории. Этот эпизод просмотрели зрители в возрасте 18—49 лет, и он получил рейтинг 2,0 по данным Рейтинга Нильсена. Этот эпизод стал самым первым и просматриваемым на канале FX. Отзывы критиков о пилотном эпизоде тоже были положительными . Пилотный эпизод был номинирован на премию «Эмми» за выдающееся художественное направление в мини-сериалах или фильмах за 2012 год. Этот эпизод был оценен TV-MA (LSV).